# Filles du Calvaire (Paris metro)
Filles du Calvaire är en tunnelbanestation i Paris metro för linje 8 i 3:e och 11:e arrondissementet. Stationen öppnades 1931 och är belägen under Boulevard du Temple, i nivå med Rue de Crussol. Stationen är uppkallad efter den närbelägna Rue des Filles-du-Calvaire, vilken i sin tur är uppkallad efter det numera försvunna klostret Notre-Dame du Calvaire, vilket tillhörde orden Filles-du-Calvaire.

## Stationens utseende
| Sidoperrong |                               |
|             | ← République                  |
|             | Saint-Sébastien – Froissart → |
| Sidoperrong |                               |

## Omgivningar
- Sainte-Élisabeth-de-Hongrie
- Saint-Denys-du-Saint-Sacrement
- Place des Vosges
- Musée Picasso

## Bilder
| - Tunnelbanestationen Filles du Calvaire. - Sainte-Élisabeth-de-Hongrie. - Saint-Denys-du-Saint-Sacrement. - Place des Vosges. |